# Hy Eisman
Hyman Eisman dit Hy Eisman, né le 27 mars 1927 à Paterson (New Jersey) et mort le 27 mars 2025, est un auteur américain de bandes dessinées.

## Biographie

### Carrière
Hy Eisman entre dans le domaine de la bande dessinée en 1950 et travaille sur plusieurs projets, dont Kerry Drake, Little Iodine et Bunny. Il a été le dernier artiste à réaliser Petite Lulu avant qu'elle ne soit arrêtée en 1984.
De 1986 à 2006 (période où la bande dessinée a été rééditée), il a écrit et dessiné Pim Pam Poum. Une interview de Hy Eisman sur sa carrière est parue dans Hogan's Alley #15 (2007).
De 1994 à 2022, il a travaillé pour la planche dominicale Popeye. En décembre 2008, Hy Eisman a introduit le personnage de Bluto dans Popeye, en tant que frère jumeau de Brutus.

### Vie privée
En 1976, Hy Eisman, qui vit à Glen Rock dans le New Jersey, devient professeur à la Joe Kubert School of Cartoon and Graphic Art.
Il a deux filles de son premier mariage. Son épouse de 42 ans est décédée d'un cancer à l'automne 1997. Le 27 juin 2004, Hy Eisman a épousé Florenz Greenberg, dont le mari était également décédé en 1997. Elle était directrice de la rédaction chez CavanKerry Press, un éditeur d'œuvres littéraires à but non lucratif situé à Fort Lee dans le New Jersey. Leur invitation de mariage était une bande dessinée avec Popeye et Olive Oyl. Florenz Greenberg est décédée le 20 octobre 2013 à Glen Rock.

## Prix
- 1976 : Prix du comic book humoristique de la National Cartoonists Society (NCS)
- 1984 : Prix du comic book de la NCS

### Documentation
- Patrick Gaumer, « Eisman, Hy », dans Dictionnaire mondial de la BD, Paris, Larousse, 2010 (ISBN 9782035843319), p. 293.
- Fred Grandinetti, Popeye: An Illustrated Cultural History, McFarland, 2004, p. 18-20.